# 米內光政
米內光政（日语：／ Yonai Mitsumasa，1880年3月2日—1948年4月20日），日本海军大将，第37任日本内阁总理大臣。

## 生平
海军兵学校毕业。历任海军要职。1938年10月日軍攻佔中國廣州後，米內即提議攻佔海南島，並於1939年2月渡海攻佔海南島；1940年组阁，加强统制经济、扶植汪兆銘政權。在海军内部和山本五十六、井上成美组成反对对美开战的“海軍三羽烏”。由于他的“亲美、英”倾向和反对缔结軸心國，引起陆军不满。陆军视米內光政为祸害，於是陆军大臣畑俊六便辞去陆军大臣一职、同時陸軍使用陸海軍大臣現役武官制之規定、日本陸軍三長官拒絕推薦新的陆军大臣、导致了米内内阁的垮台，米內光政辞职。二战中的1944年的小磯國昭内閣時，再出任海军大臣，1945年鈴木貫太郎内閣時留任，并对日本无条件投降起了决定性作用。戰後遭到公職追放。

## 年谱
- 1880年（明治13年） 生于岩手县盛冈市。
- 1894年（明治27年） 进入岩手寻常中学学习（今岩手县立盛冈第一高等学校）。
- 1901年（明治34年） 海军兵学校毕业（第29期）。
- 1911年（明治44年） 海军大学校毕业（第12期）。
- 1915年（大正4年） 日本駐俄羅斯大使館武官補佐官。
- 1924年（大正13年） 任战列舰扶桑号、陆奥号舰长。
- 1925年（大正14年） 任海军少将、第二舰队参谋长。
- 1928年（昭和3年） 第一外遣舰队司令官。
- 1930年（昭和5年） 任海军中将、镇海要港部司令官。
- 1932年（昭和7年） 第三舰队司令长官。
- 1933年（昭和8年） 佐世保镇守府司令长官。
- 1934年（昭和9年） 第二舰队司令长官。
- 1935年（昭和10年） 横须贺镇守府司令长官。
- 1936年（昭和11年） 联合舰队兼第一舰队司令长官。
- 1937年（昭和12年） 任海军大臣，晋升海军大将。5个月后七七事变爆發，米内也积极参与向华中地区派兵的侵略计划，并派兵侵占了海南岛。在平沼内阁时代，与山本五十六海军次官、井上成美军务局长一起，曾反对日德意三国同盟与对美开战。
- 1939年（昭和14年） 任军事参议官。
- 1940年（昭和15年） 编入预备役，1月至7月组织米內內閣。
- 1944年（昭和19年） 重新回到现役，参与组织小矶内阁。再度任海军大臣。
- 1945年（昭和20年） 在铃木贯太郎内阁继续留任海軍大臣，之后又在东久邇宫内阁、币原内阁續任。
- 1948年（昭和23年） 因高血压引起的并发症及肺炎逝世，享壽68岁。